# Niceforo Melisseno Comneno
Niceforo Melisseno Comneno, detto anche Niceforo Comneno (in greco Νικηφόρος Μελισσηνός Κομνηνός?; Napoli, 1577 – Crotone, 5 febbraio 1635), è stato un arcivescovo cattolico, grecista e letterato greco; membro della corte regia del Regno di Napoli, si distinse anche come diplomatico.

## Biografia
Niceforo Melisseno Comneno nacque a Napoli, in provincia e arcidiocesi omonima, nel 1577; figlio di un despota di Eno in esilio a Napoli e appartenente alla dinastia imperiale bizantina dei Comneni, compì i suoi studi presso il collegio di Sant'Atanasio a Roma, dove insegnò anche la lingua greca.
Ordinato presbitero nel 1607 da papa Paolo V, fu inviato da quest'ultimo a Costantinopoli – ove rimase per dodici anni – in qualità di pro-legato per trattare con i patriarchi Raffaele II e Neofito II sul ritorno al riconoscimento del primato papale e, dunque, alla piena comunione con lo Stato Pontificio. Come segno di riconoscenza per la missione compiuta da Comneno, Paolo V lo creò arcivescovo metropolita di Nasso (fino al 1628).
In seguito, il re Filippo IV di Spagna lo nominò arcivescovo (titolo personale) di Crotone il 13 dicembre 1626, ricevendo l'ordinazione episcopale il 29 maggio 1628 da papa Urbano VIII.
Resse la diocesi crotonese fino alla morte, avvenuta il 5 febbraio 1635.